# Villibaldo
Villibaldo  è un nome proprio di persona italiano maschile.

## Varianti
- Maschili: Vilibaldo[2], Villebaldo[1]
- Femminili: Villibalda[2], Vilibalda[2]

### Varianti in altre lingue
- Catalano: Wilebald[3], Wilibald[3], Willebald[3], Willibald
- Francese: Willibald
- Germanico: Willabald[4], Willibald[4], Willibold[4], Willipold[4], Willipald[4], Willebald[4], Willebold[4], Wilebold[4]
- Latino: Villebaldus[1], Willibaldus
- Olandese: Willibald
- Polacco: Willibald
- Spagnolo: Wilebaldo[3], Wilibaldo[3], Willebaldo[3], Willibaldo
- Tedesco: Willibald

## Origine e diffusione
Deriva dal nome germanico Willabald, composto dagli elementi will (o vilja, "volontà") e bald ("audace", "coraggioso"). Il nome Vivaldo potrebbe risultare da una sua contrazione.
In Italia gode di scarsissima diffusione.

## Onomastico
L'onomastico si festeggiare il 7 luglio in memoria di san Villibaldo, missionario inglese, vescovo di Eichstätt.

## Persone
- Villibaldo di Eichstätt, missionario e vescovo inglese

### Variante Willibald

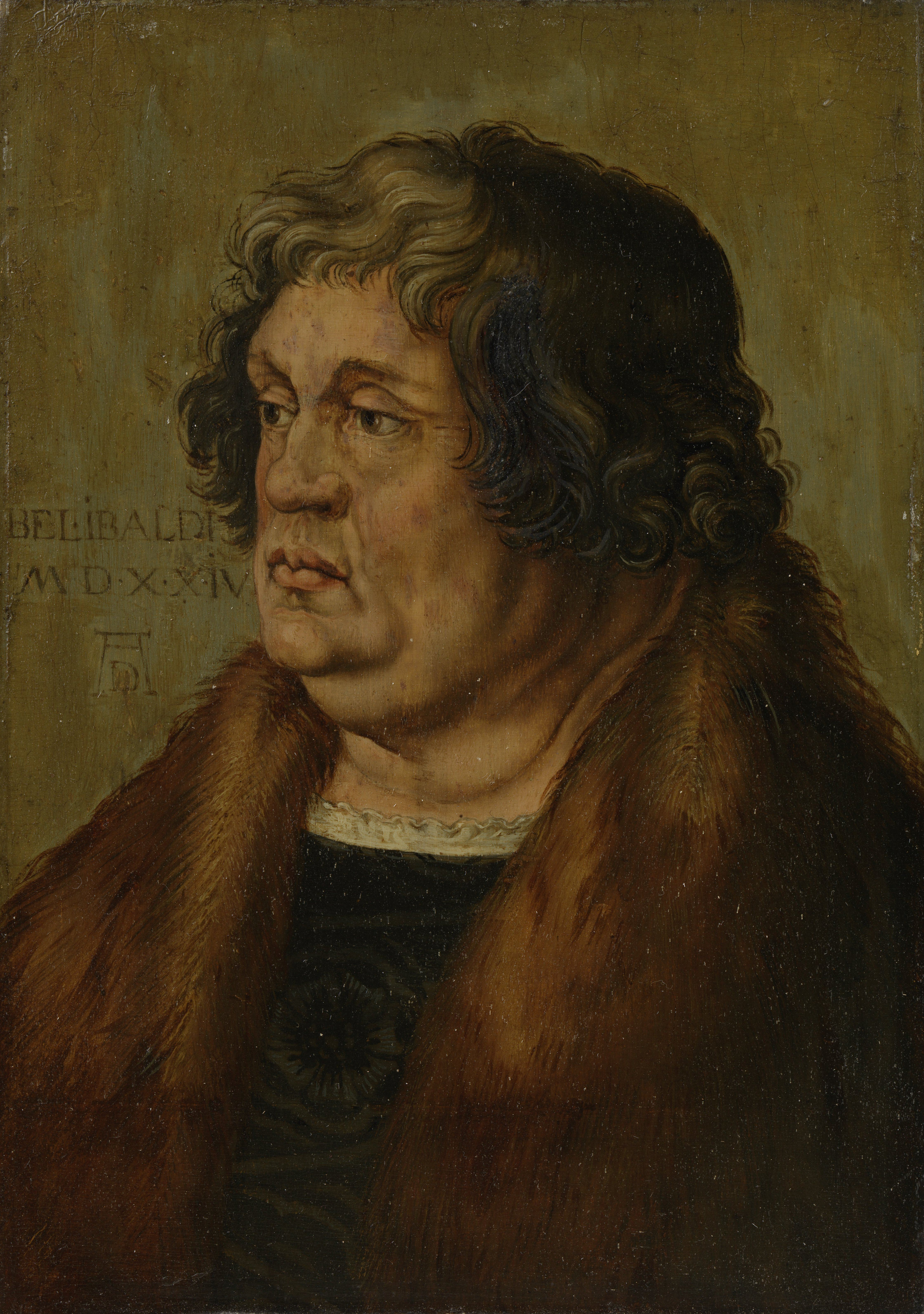
Willibald Pirckheimer

- Willibald Alexis, scrittore tedesco
- Willibald Freiherr von Langermann und Erlencamp, generale tedesco
- Christoph Willibald Gluck, compositore tedesco
- Willibald Hahn, calciatore e allenatore di calcio austriaco
- Willibald Kreß, calciatore e allenatore di calcio tedesco
- Willibald Pirckheimer, umanista, politico e giurista tedesco
- Willibald Schmaus, calciatore austriaco
- Willibald Stejskal, calciatore e allenatore di calcio austriaco

### Altre varianti
- Wilibald Gurlitt, musicologo tedesco
- Wilebaldo Solano, politico spagnolo
- Vilibald Srećko Feller, vero nome di William Feller, matematico croato naturalizzato statunitense